# Шестаковська сільська рада
Шестако́вська сільська рада (рос. Шестаковский сельский совет) — сільське поселення у складі Ташлинського району Оренбурзької області Росії.
Адміністративний центр — село Шестаковка.

## Населення
Населення — 380 осіб (2019; 507 в 2010, 692 у 2002).

## Склад
До складу сільської ради входять:
| Населений пункт  | Населення, осіб (2002) | Населення, осіб (2010) |
| ---------------- | ---------------------- | ---------------------- |
| Баширово, село   | 324                    | 228                    |
| Шестаковка, село | 368                    | 279                    |